# 多刺仙人掌
多刺仙人掌也叫修罗团扇，是仙人掌科仙人掌属的一个种，原产加拿大、美国、墨西哥，是分布最北的仙人掌之一。